# Chamagib
Chamagib (ros. Хамагиб) – wieś w Rosji, w Dagestanie, w rejonie gunibskim. W 2010 liczyła 72 mieszkańców, głównie Awarów.